# Массенбах, Кристиан фон
Кристиан Карл Август Людвиг фон Массенбах (нем. Christian Karl August Ludwig von Massenbach; 16 апреля 1758, Шмалькальден — 27 ноября 1827) — полковник прусской армии, писатель, математик.

## Биография
Получил воспитание в военной академии в Штутгарте.
1782 году поступил в гвардию и потом перешел на прусскую службу в генерал-квартирмейский штаб. Обратил на себя внимание несколькими сочинениями по военной истории Фридриха Вильгельма II и получил место учителя математики при принце Людвиге.
Во время похода 1787 года в Голландию и в войне против французов сражался с отличием. Перед началом военных действий произведён в полковники и назначен генерал-квартирмейстером 5-го армейского корпуса. У Пренцлау вместе с князем Гогенлоэ был взят в плен.
Впоследствии удалился в Вюртемберг и обвиненный своими многочисленными врагами в измене. С 1817 году жил во Франкфурте-на-Майне. Его обвинили в измене и осудили к 14-летнему заключению в крепость. В 1820 году его перевезли в Глац, где в 1826 году он был неожиданно помилован.
Умер 27 ноября 1827 года в возрасте 69 лет в своем имении Бялокощ, Познань.

## Награды
- Orden Pour le Mérite